# 12380 Шаша
12380 Шаша (12380 Sciascia) — астероїд головного поясу, відкритий 10 серпня 1994 року.
Тіссеранів параметр щодо Юпітера — 3,352.
Названо на честь Леонардо Шаша (італ. Leonardo Sciascia; 1921-1989) — італійського письменника та громадського діяча.